# Ерік Еріксен
Ерік Еріксен (дан. Erik Eriksen; 20 листопада 1902 — 7 жовтня 1972) — данський політик, глава уряду країни у 1950—1953 роках.

## Діяльність на чолі уряду
Головним досягненням його кабінету став перегляд данської конституції, зміни до якої було ухвалено під час референдуму 1953 року. Окрім того, було прийнято закон про допомогу молодим сім'ям. Після цього колишній лідер партії Венстре й колишній державний міністр Кнуд Крістенсен вийшов з лав партії та створив власну політичну силу — Незалежну партію. Це дозволило Соціал-демократам Ганса Гедтофта знову прийти до влади.
Після 1953 року Еріксен і далі залишався політичним діячем, уже як лідер опозиції. Згодом виявилось, що його співпраця з консерваторами стала на заваді до спільних дій з партією Радикальна Венстре. Тому він пішов з поста лідера своєї партії 1965 року, його замінив Поуль Гартлінг.